# El Indiscreto
El Indiscreto fue una publicación uruguaya que se editó entre 1884 y 1885 reconociéndose entre los periódicos que utilizaron el grabado en su portada.

## Reseña
Fue fundada por Ricardo Sánchez -quien además fue su director y por Adolfo Godel que era encargado de un grabado en la portada con algún personaje famoso de la época. Los dibujos para los grabados eran realizados por Juan Lipski y Alfredo Michon. En el equipo además de escribir Ricardo Sánchez también lo hacía José R. Muiños.

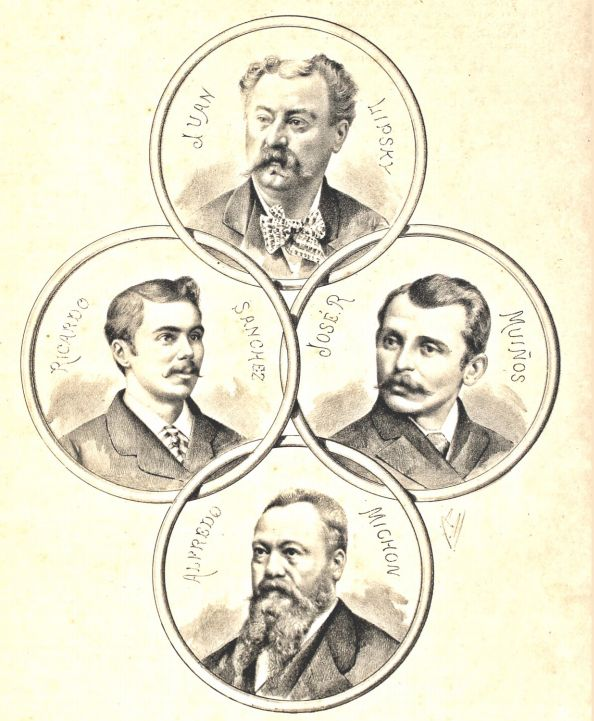
Juan Lipsky; Ricardo Sanchez; José R. Muiños; Alfredo Michon ElIndiscreto n13

A partir del 1ºde julio de 1885 la revista cambia de Director asumiendo el puesto Federico J. Silva